# Легалово
Легалово — деревня в Устюженском районе Вологодской области.
Входит в состав Устюженского сельского поселения, с точки зрения административно-территориального деления — в Устюженский сельсовет.
Расстояние по автодороге до районного центра Устюжны — 6 км. Ближайшие населённые пункты — Исаково, Кузьминское, Самойлово.
Население по данным переписи 2002 года — 21 человек (7 мужчин, 14 женщин). Всё население — русские.